# Bufonia macrocarpa
Bufonia macrocarpa är en nejlikväxtart som beskrevs av Nicolas Charles Seringe. Bufonia macrocarpa ingår i släktet Bufonia och familjen nejlikväxter. Inga underarter finns listade i Catalogue of Life.